# 小叶轮钟草
小叶轮钟草（学名：Codonopsis celebica）为桔梗科党参属的植物。分布于泰国、缅甸、新几内亚巴布亚以及中国大陆的云南、西藏等地，生长于海拔700米至2,600米的地区，见于林缘草地、灌丛中、林中或河边，目前尚未由人工引种栽培。